# ديرليس كاردوزو
ديرليس كاردوزو (بالإسبانية: Derlis Cardozo)‏ هو مدرب كرة قدم ولاعب كرة قدم باراغواياني، ولد في 16 يونيو 1981 في بيدرو خوان كاباليرو في باراغواي. شارك مع منتخب باراغواي لكرة القدم. أما مع النوادي، فقد لعب مع أرجنتينوس جونيورز وأوليمبيا أسونسيون وسبورتيفو لوكوينو ونادي ليبرتاد ويونيون دي سانتا في.

## وصلات خارجية
- ديرليس كاردوزو على موقع قاعدة بيانات كرة القدم.إي يو (الإنجليزية)
- ديرليس كاردوزو على موقع ناشيونال فوتبول تيمز (الإنجليزية)